# نبرد سرخس
نبرد سرخس ميان ترکان سلجوقی و فرمانروایی غزنوی در می ۱۰۳۸ درگرفت که طغرل بیک و چغری بیک به سختی غزنویان را شکست دادند. هنگامی که سلطان غزنوی محمود از هند بازگشت، رخدادهایی که در زمان نبودنش ‍پیش آمده بود را گردن سوباشی دانست. او به سوباشی دستور داد تا با سپاه خود در برابر سلجوقیان لشکرکشی کند و با آنان جنگ کند. سوباشی سوی سلجوقیان لشکرکشی کرد. هنگامی که سلجوقیان از پیشروی او آگاه گشتند بر آن شدند که با سپاه غزنوی رویارویی کنند. دو لشکر در نبردی یک روزه در سرخس به هم رسیدند که طغرل بیک و چغری بیک به سختی غزنویان را شکست دادند. سلجوقیان غنایم فراوان به دست آوردند و سربازان بسیاری را گرفتار کردند. این پیروزی چیرگی بی‌چون‌وچرای سلجوقیان بر خراسان را در پی داشت.

## بن‌مايه
1. ↑  Demirci, Mustafa, and Sinan Saçar. "Selçukluların Nîşâbur’a girişi ve Gazneli bürokrasisinin tepkisi." Selçuk Üniversitesi Sosyal Bilimler Enstitüsü Dergisi 41 (2019): 281-292.
2. ↑  Sicker, Martin. The Islamic world in ascendancy : from the Arab conquests to the siege of Vienna. United Kingdom: Praeger, 2000.